# Peter Higgs
Peter Higgs (Newcastle upon Tyne, 29. svibnja 1929. – Edinburgh, 8. travnja 2024.), britanski teorijski fizičar. Diplomirao (1952.) i doktorirao (1954) na Kraljevskom koledžu u Londonu. Bio zaposlen na Sveučilištu u Edinburghu (od 1954. do 1956. i od 1960. do 1996.). Član Kraljevskog društva (eng. Royal Society) od 1983. Objašnjavajući podrijetlo mase elementarnih čestica, u standardni model čestica uveo je spontano narušavanje elektroslabe simetrije, takozvani Higgsov mehanizam (1960.). Predvidio je postojanje nove čestice (Higgsova čestica). Za otkriće mehanizma koji pridonosi razumijevanju podrijetla mase subatomskih čestica što je pronalaženjem predviđene elementarne čestice potvrđeno pokusima u CERN-u, s F. Englertom dobio Nobelovu nagradu za fiziku 2013.

## Standardni model čestica
Standardni model čestica je opis subatomskih čestica i elektromagnetskoga, slabog i jakoga međudjelovanja, koji omogućava objašnjavanje pojava koje se uočavaju u pokusima u velikim akceleratorima. Osnovne su sastavnice standardnoga modela temeljne čestice tvari (fermionska polja tvari, spina 1/2), prijenosnici sila (baždarni bozoni, spina 1) i područje lomljenja baždarne simetrije (skalarna polja, Higgsove čestice, spina 0).
Područje prijenosnika sila opisano je s 12 baždarnih bozona (subatomske čestice). Četiri od njih: bezmaseni foton, dva masivna W-bozona i masivni neutralni Z-bozon, vežu se na nabijene i neutralne struje slaboga međudjelovanja. Preostalih osam bezmasenih baždarnih bozona obojeni su gluoni. Baždarnomu području standardnoga modela pridruženo je područje lomljenja baždarne simetrije, da bi se prijenosnicima kratkodosežnih slabih sila mogla pridijeliti odgovarajuća masa. Riječ je o spontanom lomljenju simetrije i s njim povezanim takozvanim Higgsovim mehanizmom. Razjašnjenje toga područja jedan je od ciljeva budućih pokusa na LHC sudarivaču u CERN-u kraj Ženeve.
Spektar temeljnih čestica tvari čini dvanaest točkastih čestica bez podstrukture, naboji kojih služe kao izvori sila. Riječ je o šest kvarkova i šest leptona, koji su fermioni (čestice polucijeloga spina). Gotovo je sva tvar dijela svemira u kojem živimo građena od kvarkova i leptona prvoga naraštaja (u-kvarkova i d-kvarkova, elektrona i elektronskoga neutrina), dok su preostale temeljne čestice i čestice izgrađene od njih otkrivene u kozmičkom zračenju i u pokusima u akceleratorima čestica. Odgovore koji se odnose na ulogu gravitacije, tamne tvari i tamne energije treba potražiti na kozmološkom planu.

### Higgsova čestica
Higgsova čestica ili Higgsov bozon je elementarna čestica uvedena u standardnu teoriju čestica i sila (1964.) radi objašnjenja kako je prilikom nastanka svemira narušena elektroslaba simetrija i zašto čestice imaju masu. Najjednostavniji je mehanizam za lomljenje elektroslabe simetrije Higgsovo polje, a postojanje Higgsove čestice upozorava na postojanje Higgsova polja i potvrđuje točnost standardnog modela čestica. Higgsova je čestica opažena u pokusu sa sudarima čestica na vrlo visokim energijama u LHC sudarivaču (Veliki hadronski sudarivač) u CERN-u (2012.), a za njezino teorijsko otkriće i otkriće mehanizma koji pridonosi razumijevanju podrijetla mase subatomskih čestica dobili su Nobelovu nagradu za fiziku P. Higgs i F. Englert (2013.).

### Elektroslaba teorija
Elektroslaba teorija je teorija ustanovljena pri pokušajima formulacije konzistentne teorije slabih međudjelovanja, po uzoru na kvantnu elektrodinamiku. Konstrukciju takve teorije započeli su u 1960-ima S. L. Glashow, A. Salam i S. Weinberg, temeljeći je na četirima prijenosnicima sile od kojih su dva nabijena, a dva neutralna. Eksperimentalna potvrda dodatne, neutralne slabe struje, koju ta konstrukcija predviđa, donijela je tim autorima Nobelovu nagradu za fiziku 1979. Za samu matematičku formulaciju te teorije, koja omogućuje i njezinu iscrpnu eksperimentalnu provjeru, 1999. dodijeljena je još jedna Nobelova nagrada za fiziku G. ’t Hooftu i M. Veltmanu.